# Ядвіга Качинська
Ядвіга Ясевич (пол. Jasiewicz), у шлюбі Качинська (пол. Jadwiga Kaczyńska; 31 грудня 1926, Стараховіце — 17 січня 2013, Варшава) — польська філологиня. Служила в «Шарих шерегах» (воєнізований підрозділ Союзу польських харцерів (скаутів).

Мати Ярослава і Леха Качинських.